# Imrich Henszlmann

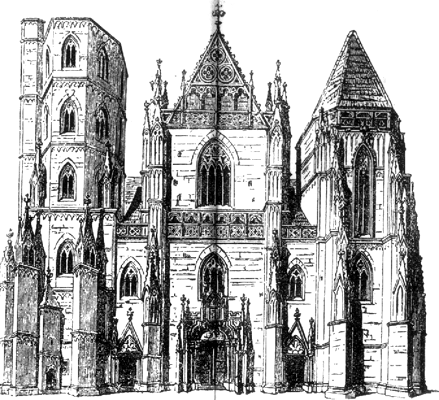
Henszlmannov náčrt západního průčelí košického Dómu před jeho velkou rekonstrukcí v letech 1877-1896

Imrich Henszlmann (13. října 1813, Košice, Rakouské císařství – 5. prosince 1888, Budapešť, Rakousko-Uhersko) byl architekt a člen uherské akademie věd. Proslavil se jako zakladatel umělecké vědy a památkové obnovy v Uhersku.

## Mládí
Pocházel z německé luteránské rodiny Henszlmannů původem z Bardejova, která se v Košicích usadila v roce 1811. Jeho otec Imrich Henszlmann starší (1770-1817) si odkoupil měšťanský dům na rohu Hlavní a Alžbětiny ulice, kde vedl prosperující železářské obchod. V roce 1813 se mu v tomto domě ve stínu Dómu svaté Alžběty narodil syn. Ačkoli vystudovaný lékař na univerzitách v Pešti, Vídni a Padově, své profesi se nevěnoval a začal se zabývat uměním a architekturou, kterou studoval ve Francii.

## Zakladatelem uměnovědy v Uhersku
Od roku 1841 se stal korespondentem Uherské akademie věd. V roce 1846 mu vyšla knížka Kassa városának ó-német stylű templomairól (Košické kostely staroněmeckého stylu), která byla jeho první prací o košických památkách a prvním dílem v tomto oboru v Uhersku vůbec. V témže roce se v Košicích konal všezemský kongres lékařů a přírodovědců, kde byl pod jeho taktovkou vysloven požadavek na vznik památkové obnovy v Uhersku. V roce 1873 se stal Henszlmann řádným členem uherské akademie věd a vedoucím katedry archeologie budapešťské univerzity.

## Vznik hornouhorských muzea
V roce 1872 se podařilo díky jeho iniciativě založit předchůdce dnešního Východoslovenského muzea, Hornouhorský muzejní spolek. Po smrti zanechal spolku kolem 3000 kusů výtvarných děl, knihovnu, korespondenci a rukopisy, jakož i další pozůstalost. Tato sbírka se stala jedním ze základů sbírkových fondů muzea.

## Rekonstrukce Dómu sv. Alžbety
Přestože později žil v Pešti, do rodných Košic se často vracel, také v souvislosti s tehdy probíhající a ostře sledovanou rekonstrukcí Dómu svaté Alžběty. Vzhledem k tomu, že byl značně ovlivně francouzskou školou, prosazoval co nejpurističtější zásahy do středověkého gotického zdiva Dómu. Ostře kritizoval i neodborný archeologický výzkum staršího goticko-románského kostela sv. Alžběty, jehož základy se při rekonstrukci našly.